# Sophus Hansen (Maler)
Ernst Friedrich Sophus Hansen (* 2. November 1871 in Glücksburg; † 26. Dezember 1959 ebenda) war ein deutscher Maler des Impressionismus, der Neoromantik und der Neuen Sachlichkeit.

## Leben
Hansen besuchte seit 1889 auf Empfehlung seines Landsmanns Momme Nissen die Kunstschule in Weimar (Schüler von Leopold von Kalckreuth und Max Thedy).
1890 wurde er Mitglied im Künstlerverein in Weimar und nahm hier aktiv am geselligen Treiben teil. Unter dem Einfluss von Christian Rohlfs unternahm er Studienreisen in die Umgebung Weimars und in die Künstlerkolonie Ekensund am Nordufer der Flensburger Förde. Auch die Traveregion um die Künstlerkolonie Gothmund war ein Ziel, wie aus seiner Korrespondenz und dem Gemälde An der Trave hervorgehen. Von 1892 bis etwa 1895 war Hansen in Paris, wo er die Académie Julian besuchte (Schüler des Porträt- und Aktmalers Lucien Doucet). Ein Besuch bei Claude Monet in Giverny führte zu einer kurzzeitigen Beschäftigung mit dem Impressionismus und Pointillismus. 1895 folgte Hansen seinem Lehrer Kalckreuth an die Kunstakademie Karlsruhe. 1896 kehrte er nach Weimar zurück, wo er 1897 Margarethe Brehme heiratete. Im gleichen Jahr trat er auf mehreren Ausstellungen erstmals als freischaffender Künstler in Erscheinung.
Seit 1890 wurde Hansen durch den Hamburger Sammler Ernst Kalkmann gefördert, der Werke von Kalckreuth, Hans Olde, Momme Nissen, Ernst Eitner und Arthur Illies besaß. Kalkmann erwarb nach und nach 12 Gemälde von Hansen und ermöglichte ihm um 1900, mit seiner Familie nach Hamburg überzusiedeln. Hansen verkehrte in Hamburg überwiegend in kulturkonservativen Kreisen und fand über Momme Nissen Anschluss an einen Kreis junger Publizisten, die seit 1900 die Zeitschrift „Der Lotse“ herausgaben. Hansen beteiligte sich an den Ausstellungen des Hamburger Kunstvereins und hatte 1905 eine Einzelausstellung in der Galerie Commeter, außerdem beschickte er regelmäßig die repräsentativen Ausstellungen im Münchner Glaspalast und am Lehrter Bahnhof in Berlin.
Hansen gehörte zum erweiterten Kreis des Hamburgischen Künstlerclubs von 1897, der sich um den Direktor der Hamburger Kunsthalle Alfred Lichtwark scharte. Die Begegnung mit dem bedeutenden Grafiksammler Gustav Schiefler führte zu einer intensiven Beschäftigung mit der Lithografie.1906/07 und 1911 veranstaltete der Hamburger Kunstverein eine Einzelausstellung seiner Werke. Er war zudem Mitglied im Hamburger Künstlerverein von 1832. Um 1913 zog Hansen mit seiner Familie nach Rissen und malte überwiegend Porträts (u. a.: Ernst Henke, Direktor der RWE und Erwin Bumke, Präsident des Reichsgerichts), zeitweilig auch das Hamburger Haus seines in Leipzig lebenden Vetters Harald Hansen am Süllberg. Nach der Trennung von seiner Ehefrau verbrachte Hansen seinen Lebensabend in Glücksburg.

## Künstlerische Entwicklung
Nach impressionistischen und pointillistischen Anfängen wandte sich Hansen unter Einfluss des Malers und Kunstschriftstellers Momme Nissen einer neuromantischen Gedankenmalerei zu. Seine Vorbilder waren nun Hans Thoma und Moritz von Schwind. Die Hinwendung zur Welt des Märchens führte dazu, dass er 1907 in Hamburg bei einem Wettbewerb um ein „Großstadtbilderbuch“ als Sieger hervorging, das 1909 im Voigtländer Verlag in Leipzig erschien. Die Originalentwürfe, die an den Schweden Carl Larsson erinnern, erwarb das Museum für Kunst und Gewerbe in Hamburg. Nach dem Ersten Weltkrieg bis zu seinem Lebensende malte Hansen im Stil der „Neuen Sachlichkeit“.

## Kunstpolitik
Hansen war Mitglied des Hamburger Künstlervereins und Vorsitzender der Hamburger Sektion der Allgemeinen Deutschen Kunstgenossenschaft. Er trat bei einem nicht zustande gekommenen Zusammenschluss der Kunstgenossenschaft mit dem Deutschen Künstlerbund als Vermittler auf und setzte sich in Hamburg für eine Reform des Kunstvereins und den Bau einer Ausstellungshalle ein.

## Werke
- Bildnis des Malers Anton Nissen. 1900/01. Museumsberg Flensburg
- Landschaft an der Flensburger Förde. 1903. Kunsthalle zu Kiel
- Adele Doré als Marianne. Um 1909. Hamburg Museum
- Selbstbildnis. 1910. Kunsthalle Hamburg
- Die Familie des Malers. 1911. Museumsberg Flensburg
- Am Alsensund bei Sonderburg. Um 1920. Museumsberg Flensburg
- Kirche in Nieblum/Föhr. 1911. Kunsthalle Hamburg
- Speisezimmer im Hause Kalkmann. 1912. Hamburger Kunsthalle
- Bildnis der Schauspielerin Sieglinde Weichert. 1936. Museumsberg Flensburg
- Die Flensburger Förde bei Meierwik. 1947. Museumsberg Flensburg

Buchveröffentlichungen
- Gross-Stadt-Bilder-Buch. R. Voigtländer, Leipzig [1909] (sub.uni-hamburg.de).